# Луговське (Газімуро-Заводський район)
Луговське́ (рос. Луговское) — село у складі Газімуро-Заводського району Забайкальського краю, Росія. Входить до складу Батаканського сільського поселення.

## Населення
Населення — 211 осіб (2010; 225 у 2002).
Національний склад (станом на 2002 рік):
- росіяни — 100 %